# Шан Чуньсун
Шан Чуньсу́н (кит. упр. 商春松, пиньинь Shāng Chūnsōng, род. 18 марта 1996) — китайская гимнастка, призёрка чемпионатов мира, чемпионка Азии и Азиатских игр.
Родилась 18 марта 1996 года в Чжанцзяцзе. В 2012 году стала чемпионкой Азии. В 2014 году стала серебряной призёркой чемпионата мира и чемпионкой Азиатских игр.